# サマナムンディカ経
『サマナムンディカ経』（サマナムンディカきょう、巴: Samaṇamuṇḍika-sutta, サマナムンディカ・スッタ）とは、パーリ仏典経蔵中部に収録されている第78経。『沙門文祁子経』（しゃもんもんぎしきょう）、『五支物主経』（ごしもつすきょう）とも。
類似の伝統漢訳経典としては、『中阿含経』（大正蔵26）の第179経「五支物主経」がある。
釈迦が、大工の棟梁パンチャカンガ（五支物主）が聞いてきた修行者ウッガーハマーナの説に反論しつつ、仏法を説く。

## 構成

### 登場人物
- 釈迦
- パンチャカンガ（五支物主）  - 大工の棟梁。
- ウッガーハマーナ - 遊行者。瞑想者である沙門ムンディカ（文祁）の息子であり後継者。

### 場面設定
ある時、釈迦はサーヴァッティー（舎衛城）のアナータピンディカ園（祇園精舎）に滞在していた。
そこには数多くの外道遊行者も滞在しており、大工の棟梁パンチャカンガ（五支物主）は、釈迦を訪ねる前に、その中の一人であるウッガーハマーナに話を聞くと、彼はあらゆる面で業を生まないことが究極の善であると述べる。
パンチャカンガが釈迦の元を訪れ、この話をすると、釈迦は、それでは生まれたばかりの赤子が究極の善人ということになってしまうと指摘する。
そして釈迦は、三業（身口意）と、それを制御するための四正断、四禅、十正道などについて説く。
パンチャカンガは歓喜する。

## 日本語訳
- 『南伝大蔵経・経蔵・中部経典3』（第11巻上） 大蔵出版
- 『パーリ仏典 中部（マッジマニカーヤ）中分五十経篇II』 片山一良訳 大蔵出版
- 『原始仏典 中部経典3』（第6巻） 中村元監修 春秋社